# Gymnázium Milady Horákové
Gymnázium Milady Horákové, Praha 4, Na Planině 1393/13 je pražské čtyřleté gymnázium s rozšířenou výukou dějepisu. Nachází se v Krči nedaleko Budějovické stanice metra. každý ročník je tvořen dvěma třídami o cca 30 žácích.
Zřizovatelem školy je hlavní město Praha. Ředitelem školy je Filip Novák a jeho zástupcem je Miroslav Maleninský.

## Charakteristika
Gymnázium Milady Horákové je čtyřleté všeobecné gymnázium, které klade důraz na výuku novodobých dějin. Vedle povinné angličtiny si studenti volí ještě druhý jazyk (němčina, francouzština, španělština). Od 3. ročníku nabízí škola studentům pestrou nabídku povinně volitelných seminářů.
Gymnázium patří mezi žádanější pražské školy. Pedagogický sbor je plně kvalifikovaný. Většina učeben je vybavena počítačem s diaprojektorem. Škola disponuje také moderními učebnami a laboratořemi pro výuku přírodovědných předmětů.
Dalším z významných specifik je nutné považovat také velmi úzkou spolupráci se Základní školou na Planině,  pořádání společných akcí a využívání společného zázemí.

## Zajímavé akce

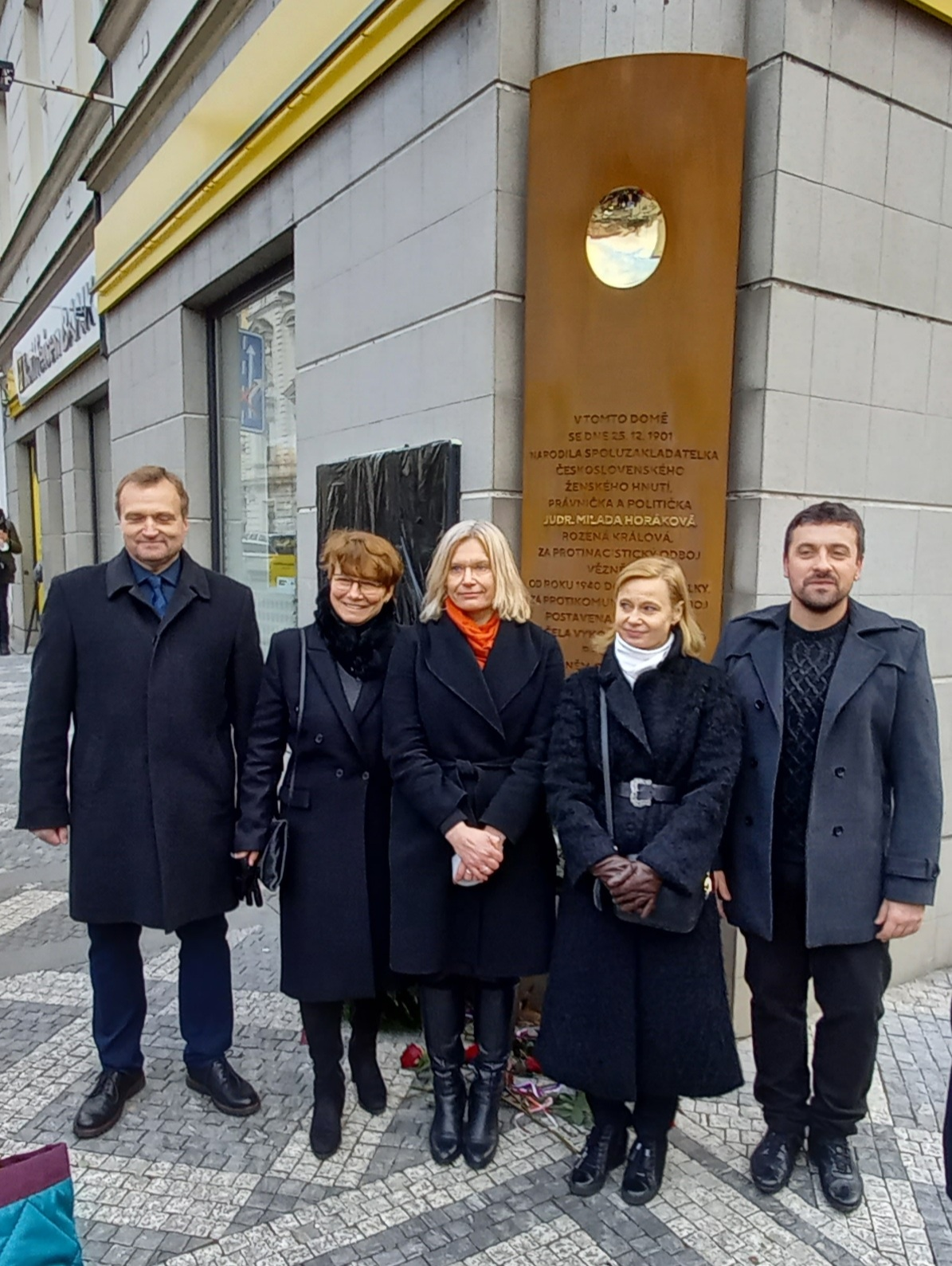
Ředitel školy (vlevo) na slavnostním odhalení pamětní desky Milady Horákové 22. ledna 2022, do kterého se gymnázium zapojilo

Nejzřetelnějším rysem gymnázia je orientace na problematiku tzv. "paměti národa" a na odkaz českých novodobých dějin. Proto škola velmi úzce spolupracuje s Konfederací politických vězňů a Klubem dr. Milady Horákové, který má v areálu gymnázia své sídlo. Gymnázium se stává významným centrem pro předávání odkazu moderních českých dějin dalším generacím. To je jeden z důvodů, proč škola nese čestný název "Gymnázium Milady Horákové". Gymnázium se postupně zaměřuje především na následující vzdělávací oblasti: organizace přednášek a besed s přímými účastníky 2. a 3. odboje, semináře věnované moderním českým dějinám a jejich odkazu.

## Historie

### Rok 2004
V červnu byl na základě konkursu jmenován novým ředitelem ZŠ Na Planině Mgr. Filip Novák. Koncem srpna nové vedení ZŠ Na Planině předkládá Městské části Praha 4 projekt rozšíření ZŠ Na Planině o gymnázium. Podle tohoto původního záměru měla být zřizovatelem Městská část Praha 4.                                 Na podzim vedení ZŠ Na Planině navazuje intenzivní spolupráci s Klubem Milady Horákové a Konfederací politických vězňů. Obě organizace se podílejí na studijního profilu budoucího gymnázia.

### Rok 2005
V únoru se s projektem gymnázia seznamují členové školské komise zastupitelstva MČ Praha 4. Komise považuje projekt za užitečný, a proto ho doporučuje Radě MČ Praha 4 k projednání. V březnu rodiče žáků ZŠ Na Planině uspořádali petici na podporu zřízení gymnázia podle tohoto projektu. Petici během krátké doby podepsalo přes 600 občanů Prahy 4.
V červnu jednal ředitel ZŠ s primátorem hl. m. Prahy Pavlem Bémem a jeho tehdejším prvním náměstkem Janem Bürgermeisterem. Oba vyjádřili záměru zřídit GMH svou podporu. V září tento záměr podpořilo i vedení Městské části Praha 4 a požádalo Magistrát hl. m. Prahy o stanovisko.
V listopadu jednal ředitel ZŠ Na Planině s náměstkem ministryně školství Jaroslavem Müllnerem. Pan náměstek konstatoval, že projekt je plně v souladu se záměrem MŠMT rozšiřovat stávající síť gymnázií. Následně vyjádřila svou podporu tomuto projektu i tehdejší ministryně školství Petra Buzková.
V prosinci ředitel ZŠ Na Planině a představitelé MČ Praha 4  jednali s tehdejším radním hl. m. Prahy pro oblast školství Janem Štrofem. Pan radní prohlásil, že návrh je přínosný a že bude "hledat řešení" k jeho realizaci.
"Hledání řešení" se navzdory urgencím a výzvám k jednání protáhlo až do podzimních komunálních voleb v roce 2006.

### Rok 2007
Nové vedení radnice MČ Praha 4 znovu projevilo o projekt gymnázia zájem. Tehdejší místostarosta pro oblast školství Mgr. Krištof se za účasti vedení ZŠ Na Planině,  sešel s náměstkyní primátora hl. m. Prahy Hanou Žižkovou. Paní náměstkyně vyslovila zřetelné stanovisko, že město Praha nebude bránit tomu, aby v areálu ZŠ Na Planině vzniklo nové gymnázium.
Dne 2. 5. 2007 Rada městské části Praha 4 ve svém usnesení číslo 8R-242-2007 zařadila vznik gymnázia do záměru optimalizace sítě škol na území MČ Praha 4. Dne 16. 5. Rada MČ Praha 4 svým usnesením číslo 10R-279-2007 schválila záměr zřídit v areálu Na Planině Gymnázium Milady Horákové.
V listopadu 2007 ředitel ZŠ Na Planině jednal s náměstkyní primátora ing. Marií Kousalíkovou. Paní náměstkyně vyslovila záměru svou plnou podporu a zahájila jednání s MČ Praha 4 s cílem dovést projekt do úspěšného konce tak, aby nové gymnázium mohlo být zřízeno a zapsáno do školského rejstříku ještě ve školním roce 2008/2009 a aby nejpozději od září 2009 zahájilo řádnou výuku.  

### Rok 2008
Na jaře probíhají jednání mezi představiteli hl. m. Prahy a MČ Praha 4 s cílem nalézt cestu ke zřízení gymnázia.
Dne 26. 8. 2008 Rada hl. m. Prahy svým usnesením číslo 1100 rozhodla zřídit Gymnázium Milady Horákové k 1. 1. 2009.
Dne 9. 9. 2008 Rada hl. m. Prahy svým usnesením číslo 1221 vzala na vědomí analýzu ekonomických nákladů a teze školního vzdělávacího programu, dále odsouhlasila návrh zřizovací listiny a schválila text společného Memoranda mezi hl. m. Prahou, Městskou částí Praha 4 a Konfederací politických vězňů ke zřízení Gymnázia Milady Horákové.
18. 9. 2008 nastává rozhodující den: Zastupitelstvo hl. m. Prahy svým usnesením číslo 19/7 zřizuje Gymnázium Milady Horákové ke dni 1. 1. 2009 a schvaluje jeho zřizovací listinu.
Dne 16. 12. 2008 Rada hl. m. Prahy svým usnesením číslo 1920 jmenovala na základě výsledků konkursního řízení ředitelem Gymnázia Milady Horákové Mgr. Filipa Nováka.

### Rok 2009
V lednu a únoru pořádá nově zřízené gymnázium první dny otevřených otevřených dveří. Ředitel školy vyhlašuje přijímací řízení do 1. ročníků pro školní rok 2009/2010.
23. a 27. 4. 2009 se koná první kolo přijímacích zkoušek, 3. 6. 2009 se koná kolo druhé. 3. 7. 2009 je uzavřeno třetí kolo přijímacího řízení.
1. 9. 2009 bylo gymnázium slavnostně otevřeno za účasti ministryně školství, představitelů Parlamentu ČR, hl. m. Prahy a MČ Praha 4.

## Zkoušky nanečisto
Na škole se nepořádají Zkoušky nanečisto, ani přípravné kurzy na přijímací zkoušky na střední školu.